# Font de la Plana (Estavill)
La Font de la Plana és una font del terme municipal de la Torre de Cabdella (antic terme de la Pobleta de Bellveí), del Pallars Jussà, dins del territori del poble d'Estavill. Està situada a 1.141 m d'altitud, al nord d'Estavill, a la dreta de la llau de la Plana, més avall anomenada llau dels Camps.